# Garikayi Mutambirwa
Garikayi Mutambirwa est un acteur américain, né le 21 juin 1978 dans le New Jersey.

## Filmographie
- 2001 : Destination Londres de Craig Shapiro : Niko
- 2001 : Bones d'Ernest R. Dickerson : Weaze
- 2002 : Top chronos de Jonathan Frakes : Meeker
- 2003 : Jeepers Creepers 2 de Victor Salva : Deaundre
- 2007 : The Trouble with Romance de Gene Rhee : Zhi
- 2011 : Eating Out 4: Drama Camp de Q. Allan Brocka : Jason
- 2013 : 5 Hour Friends de Theo Davies : Grady
- 2015 : NCIS : Nouvelle-Orléans : Edward Lamb (saison 2, épisode 18)
- 2016 : Esprits criminels : Unité sans frontières : Lieutenant Okoye